# الثالث من مايو (لوحة)
الثالث من مايو 1808 في مدريد. أكمل الرسام الأسباني فرانثيسكو غويا لوحته في عام1814. تعرض اللوحة الآن في متحف ديل برادو بمدريد. كانت أحداث لوحة الفنان جويا المعروفة بأسم «الأعدام رميا بالرصاص» في ميدان مونكلوا وهو أحد الميادين الأسبانية التي شهدت قسوة الاحتلال، فقد نقل الفنان جويا مرحلة انتصار وطنه على أعدائه. فقد قدم فنا يلمس الوجدان الأنساني. فقد أبدع جويا في لوحته بعد ستة أعوام من حدوث الاحتلال، حينما قام نابليون باحتلال أسبانيا بقوة فرنسية تتكون من مائة ألف جندي وقام بذبح كل من يقف أمام جيشه فخرج الشعب ثائرا على قوات نابليون ورافض تحالف أسبانيا مع قوات الجيش الفرنسى. خطط جويا بهذا العمل إحياء لذكرى الأسبان المقاومين ضد جيش نابليون أثناء احتلال الفرنسيون المدريد في حرب الاستقلال الأسبانية عام 1808. كانت المقاومة ضد الفرنسيين في منطقة شبه الجزيرة. رسم غويا لوحة عدوان المماليك التي تشبه لوحة 2 مايو 1808 بنفس الأبعاد. قدم طلب بواسطة الحكومة النيابية الأسبانية إلى الرسام جويا بهدف رسم هذه اللوحات في الخطاب الذي كتبه ارجونجا (aragonca).

## الخلفية التاريخية
خلدت الثورة حركاتها البطولية مع ضربات الفرشاة التي ادخلها الفنان جويا في لوحته ضد رجال أوروبا المتسلطين. أتى محتوى العمل وعرضه في موضوع أفزاع الحرب، يعتبر كأول مثال لصورة ذهنية. أصبحت 3 مايو 1808 المستفيدة من مصادر الفن المشهورة التي انشائها التاريخ كشعار تحطيم القوالب التقليدية.
حيث التباعد عن تصوير الحرب التقليدي وعن عادات الفن المسيحى جعل لا مثيل له في ساحة العمل ودعم قبوله كواحد من أول الامثال في المجال الحديث. اللوحة طبقًا للفنان التاريخى كينيث كلارك «يمكن ان تعد أول لوحة كبيرة للثورة مع مفهومها الحقيقى للمحتوى والموضع والاسلوب».
أدعى مدير متحف ديل برادو الرسام جوش دي مادروثو مادروث عام 1850 «ان أسلوب جويا لم ينعكس على لوحته» صرح بسبب هذا الادعاء «طبقًا لأعمال جويا كأستاذ كبير أن جودة هذه اللوحة رديئة». أشتهرت هذه اللوحة بعد سنوات في أنحاء العالم فأصبحت مشهورة بالرومانسية والانطباعية. في عام1937 نقلت إلى فالنسيا من أجل سلامتها أثناء الحرب الاهلية الإسبانية. تم اصلاحها من الاضرار الناتجة اثناء نقلها في الشاحنة. لكن أثناء هذا التصليح صار حده لون اللوحة داكن. في عام 2008 وصل العمل المرمم إلى حدة لونه الأولى. وأصبحت 3مايو 1808 في مدريد مصدر إلهام لأثار أخرى كثيرة. تقع هذه الاثار بين بعض المجموعات التي رسمها أدورد ولوحة المذبحة في كوريا لبابلو بيكاسو مع واحد من الاثار المهمة (guernica).

## تاريخ اللوحة
أحيا جويا في مجموعة كوارث الحرب العناصر التي في لوحة 3 مايو1808. أطلق الفنان جويا على لوحة 1808 اسم «صلح الأمير».
كان جودوى رئيس الوزراء للبلاد أثناء أحتلال نابليون لاسبانيا عام1808. أعلن نابليون بونابرت في 18 فبراير 1799أول قنصلية للجمهورية الفرنسية. أما في عام 1804 توج كأمير لامبراطورية.
وصل حكم نابليون إلى البحر الأبيض في إسبانيا وكانت هذه البلد ذات مكانة إستراتيجية مهمة للفرنسيون. الإمبراطور كرولوس الثانى واحد من الامبراطورين الاسبانين منذ عام 1788 وكان يعتبر غير قادر على إدارة بلده أثناء الصراع القومى. رأى من حاشيته ملك طائش لتجاهله عن بلده بسبب حبه للصيد وزوج خائن لزوجته ماريا. وكان رئيس الوزراء جودوى يحكم البلاد مع الإمبراطور.فأقترح نابليون إلى تقسيم أراضى البلد إلى ثلاث والعدوان على البرتغال حيث يجمع بين الاقوياء والاسبان أصحاب الحكم الضعيف. أعطى لرئيس الوزراء الاسبانى الجزء الثالث بينما سيعطى الجزء الأول للبلاد لاسبانيا وفرنسا. هكذا سيأخذ جوى دوى والجراف لقب الأمير. قبل جوى دوى هذا الاقتراح المعروف ب «صلح الأمير» وأعجب به كثيرا. صرح رئيس الوزراء بمرور الجيش الفرنسى للاراضى الإسبانية للوصول إلى البرتغال. لكن هدف نابليون الحقيقى وضع إسبانيا والبرتغال تحت سيطرته، فأعطى إلى اخيه جوزيف حكم هذه البلاد.من أجل الوصول لهدفه وعد فيرناندو ابن الإمبراطور كرولس بعرش والده عاقد معه أتفاق سرى، أستولى الأمير ولى العهد على السلطة والبرلمان الاسبانى بدعم نابليون. وكان فيرناندو عازما لقتل والديه.في نوفمبر 1807 دخل أسبانيا23الف جندى فرنسى بدون مواجهه أي صعوبات من جيوش الاسبان.
وظن الاسبان بأن نية الفرنسيون العدوان على البرتغال.بعد ذلك في فبرابر ظهرت نية الفرنسيون الحقيقية بأحتلال إسبانيا وواجهه المحتلون بمقاومة قليلة.وبداخل هذه المقاومة تحقق في أماكن مستقلة عن بعضها التي توجد في زراجوز.وكان قائد نابليون مارشيل مراد يعتقد انه يجب ان تحكم البلد بواسطة أشخاص ماهرين.
كان المرشح في هذا الموضوع أخ نابليون جوزيف بونابرت.أفصح عن هذه الفكرة في الخاطب الذي كتب للإمبراطور في 1مارس1808.في 18مارس1808 أضطر فرناندوالتنازل عن العرش وأسر مع والديه في 6يونيو 1808وحكم جوزيف بونابرت أسبانيا.غضب الشعب الاسبانى وأستاء كثيرا من الحكم الفرنسى. في 2مايو 1808تمردالشعب المدريدى على الحكم بعد أنتشار خبر سجن أخر أعضاء العائلة الملكية الإسبانية وارساله إلى فرنسا.
كان مستقبل هذا التمرد كتمرد مايو (dosde mayo).كتب مارشيل مراد خطاب الذي ارسله إلى نابليون وجنوده في نفس اليوم قائلا:"لقد تحرك شعب مدريد.أعطوا لانفسهم الاختيار والتمرد. أسال الدم الفرنسى.وسيتطلب هذا الانتقام وسيقتل كل شخص مقبوض عليه أثناء العصيان. تناول جويا هذا الانقلاب إلى عمله المسمى الثانى من مايو. وصف في العمل طائفة الفرسان مع المتمردين الاقوياء ومواجهتهم التي استمرت لساعات في (puerta desol) التي يقع بمركز مدريد. أما في الثالث من مايو هو نصف العمل والأكثر شهرة حيث شرح قتل وأجتماع مئات الاسبان في أماكن كثيرة حول المدريد قبل فجر الفرنسين.قبض على المتمردين ليلة 2 مايو 1808 في المدريد وأعدموا بعض صباح يومه بدون أخراج اى منهم إلى المحكمة. على الرغم من هذه الاجراءات عمل المقاومين الاسبان إلى مواجهه الفرنسيين بحرب شبه الجزيرة التي أستمرت 5 سنوات (وتعتبر هذه كأول حرب عصابات). دعمت القوات الإسبانية بشكل كبير للجيش المكون من العساكر البريطانية والإسبانية والبرتغالية التي كانت تحت قيادة ويلسيلى (arthur wellesely)دخل هذا الجيش إلى البرتغال في أغسطس 1808 .كان يرى الراى العام المتمردين في الفترة التي رسمت بها اللوحة كشعار للوطنية والبطولة.^ 

## تفسير اللوحة

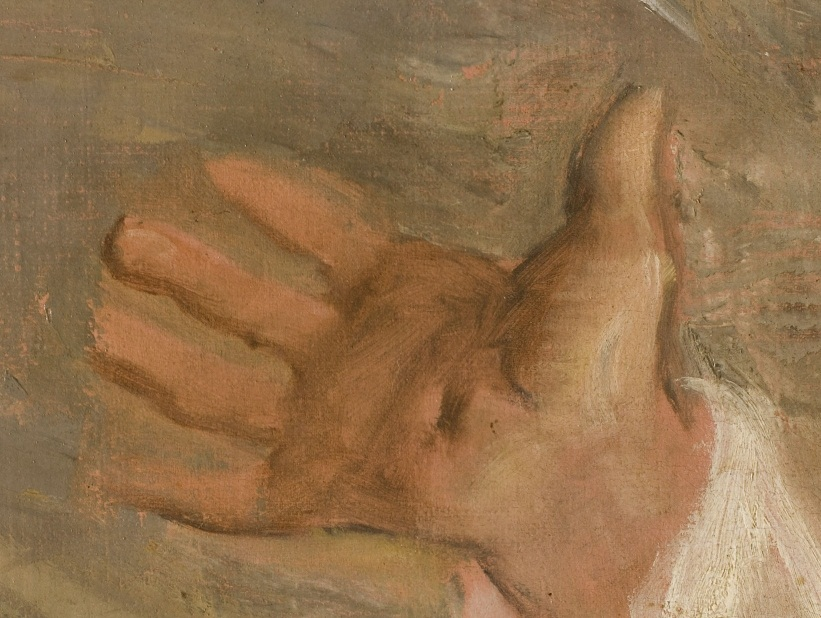
اليد اليمنى للضحية بها ثقوب تشبه الثقوب في يد المسيح عندما صُلب.

وصفت لوحة 3مايو 1808 ساعات اليوم الثانى للثورة. أعتمدت اللوحة على مجموعتين.المجموعة الأولى، وجود الاسرى في شكل متفرق مقابل جنود فرقة الإعدام. حيث ينظر الضحايا وجنود الفرقة في وجوه بعضهم بشكل فظ في تلك الساحة الضيقة.وضح كنيس كلارك «ان فرشاه جوياوصفت التضاد بين محاولات الضحايا وفرقة الإعدام». دعم ضوء الدراما منظر الفنار بين المجموعتين.أضاء الفنار الطرف الايسر للوحة حيث تتواجد الضحايا المتعانقة. ووجد بداخل هذا الحشد الراهب والقس يدعوان بالرحمة. أما يمين ووسط اللوحة تقف ضحايا أخرى في خط أطلاق النار. يوجد مجموعات مفقودة في الطرف الأيمن لخيال فرقة الإعدام.يوجد أيضا العديد من الاشخاص غيرة واضحة وجوههم بسبب حراب العساكر وقبعاتهم.ووصف جويا بتلك المجموعة الضحية الرئيسية في أمام اللوحة. ورسم جوى مجموعة روبسوار (REPOUSSOIR)وصف فيها الضحية الرئيسية.ونرى في المنظر الامامى للوحة ظلام الليل الذي يصف أبراج الكنيسة بشكل غير واضح. يشرح جويا في المنظر الاخير للوحته ظلام المشاعل.

## لوحة 3 مايو 1808
وصفت لوحة «عدوان المماليك» أحداث ثورة 3مايو 1808.شرح جويا في لوحته قتل المماليك الذي أرسلهم الاسبان بسبب قمع نابليون والعدوان بين الاسبان والفرنسين في ساحة المدينة. قبلت لوحتى 2مايو و3مايو كاكبر الاثار. طبقاللمراجع تعود الأربع لوحات التي رسمها جوى إلى ذكرى عصيان مايو1808. ذكر جوسى كافيدا"jose caveda"تلك الرباعيات في مراجعه. وضح كريستوبال "cristobal"أن العملان مختلافان. اللوحة الأولى توضح ثورة البلاط الملكي بينما الثانية توضح دفاع الجنود ضد الفرنسين. فضل الرسام جويا في لوحة 2مايو أستخدام الالوان البنى والرمادي والأزرق والبرتقالي. ولم يستخدم الألوان الباهتة التي رسم بها الشخصيات. يوجد أختلافات في رسم اللوحتين مثل غموض الاشخاص التي رسمها جويا في اللوحة الأولى وتختلف أيضا في وجود الحرب. ومن جهه أخرى رسم جويا لوحة 3 مايو كل شخص بشكل واضح ووضح التضاد بين الفرنسين والاسبان في اللوحتين. ووصف جويا الاسبان في لوحة 2مايو كطرف قوى بينما وصفهم في لوحة 3مايو بالضحايا التي قتلها الفرنسيون. ويوجد أيضا تشابه قليل بين اللوحتين.كان التشابه هوالبناء القطعى للوحة. أستخدم جويا في لوحة 3 مايو نفس الاسلوب أثناء وصف اعتداءات الفرنسيون على الاسبان. قام جويا بتنظيم المجموعتين في شكل مختصر.

## مجموعة كوارث الحرب
تعد"NO SEPUEDMIRAR"واحدة من مجموعة كوارث الحرب. يوجد تشابه بين هذه المجموعة ولوحة 3مايو.كان أتباع جويا للاساليب التقليدية له دور واضح.تعد لوحة كوارث الحرب واحدة من المجموعة الحفرية على الرغم من رسمها في عام1810 لم تكتمل رسمهاحتى عام 1820. أعطى جويا إلى اخيه البوم البحرية المعروض الآن في المتحف البريطانى الذي يتعلق بالوحات والتصوير الامامى لتلك المجموعة. طبعت مجموعة كوارث الحرب قبل لوحتين 2 مايو و3 مايو.يوجد في هذه المجموعة لوحتان يوضحان الحدث الذي شهده جويا أثناء زيارته زراجوز. يوجد في وسط اللوحة الدعاء إلى الاله والتوسل اليه. يخفى اخرين وجوههم أو يضعون ستار.ولم تظهر العساكر على عكس لوحة 3 مايو."BUNDAN KACINILMAZ"واحدة من لوحات جويا. وتحتل هذه اللوحة مكانة مهمة بداخل مجموعة كوارث الحرب.أستخدم جويا في تلك الفترة قالب الصورة الطبيعية لكى يمكنه رسم لوحة أخرى.

## عرض اللوحة
لم تقدم اى معلومات تتعلق بأول عرض ولم ترد اى طباعات في تلك الفترة. كان سبب أنعدام التدوين ;أهتمام الإمبراطور فراندو الثانى بالفن الكلاسيكى. في عام1814 منع الإمبراطور فراندو الثانى النصب التذكارى الذي أقيم تخليدا للثورة.كانت الثورة من وجه نظر الإمبراطور فراندو عديمة الفائدة بسبب ميول الثورة، نجاح الحكام وشخصيات حرب الاستقلال. طبقا لبعض المراجع أختفيت اللوحة من ثلاثين إلى أربعين عام قبل بداية عرضها للشعب.بعد أفتتاح متحف برادو نقلت إلى المتحف في عام 1819 بقسم المجموعة الملكية.في عام 1834 أعتبرت اللوحة جزء من حكم الدولة الملكية.ذكر جوبيتر أعجابه بلوحة «المذابح» للفنان جويا أثناء زيارته لمتحف برادو.أعجب أيضا زوار المتحف بنفس اللوحة .أشير هذا الإعجاب إلى لوحة 2مايو التي تصف أحداث المذبحة . لكن الاحتمال الأكبر ان اللوحة التي راها الزوار هي لوحة 3 مايو . سبب هذا الاختلاف ; ان الوحة 2مايو رسمت لكى تحدد أحدات يوم 3 مايو . في عام 1867 أستدل«شارلز اميلا» كاتب السيرة الذاتية للفنان جويا بأهمية لوحة 3مايو، لكن لم تحتل اللوحة مكان في متحف برادو حتى عام 1872. في نفس العام أحتلت اللوحة مكانة متميزة باسم مشهد 3مايو1808 . تعرضت لوحتى 2مايو و3مايو للضرر أثناء نقلهما إلى فالنسيا أثناء الحرب الاهلية الإسبانية . يعد هذا النقل الوقت الوحيد الذي أنفصلت فيه اللوحتان عن مدريد . لقد فقدت لوحة 2 مايو ألوانها من الجانب الايسر وتركت بدون تعديل . تم أصلاح اللوحتين في عام 2008 لعرضهم أثناء الذكرى المائتان للثورة .

## لوحات توضح نفس الموضوع
أصبحت لوحة 2 مايو1808 مصدر إلهام للأعمال الأخرى في مناطق متفرقة وأثيرت أهتمام العديد من الفنانين .كان الامراء يصطحبون الرسامين معهم في ساحات الحرب . أصطحب نابليون معه في كل حملاته أبهر الرسامين لكى يرسموا معاركه .أقام الفنان «توماس لويس» سلسلة تصف أحداث 2مايو و3 مايو في مدريد . أحى الرسام في لوحاته المعارك من جديد وأكد على البطولات الإسبانية .كان المحارب فيلردا "VELARDE"و المحارب داويز ""DAOIZمن أشهر المحاربين في أحداث مايو 1808 . حارب هذان المدافعان ضد الفرنسين ببسالة حتى قتلوا في مونتيلون "MONTELEON ". يوجد تماثيل لهم في مدريد . بالإضافة إلى طبع العديد من اللوحات لهم مع الضحايا . أحتلت لوحة «قتل داويز» للفنان «مانيل MANUEL CASTELLAN» مكانة متميزة بين اللوحات .رسم الفنان مانيل هذه اللوحة في عام 1862 بعد مرور 54 عام من الاحداث . أستغل الرسام أثناء رسم لوحته العديد من الوثائق . اما في لوحة 3 مايو للفنان جويا كان يمكن تميز كل شخص في المجموعة المزدحمة . كانت لوحة «قتل فيراتو» للفنان مادروث " "MADROZJOSEمن أشهر اللوحات في المجمع الملكى المدريدى بعد لوحة حرب الاستقلال . رسم الفنان هذه اللوحة أثناء حياته في إيطاليا وأحضرها في عام 1817 حين عاد إلى بلده . شرح في هذه اللوحة قتل المحارب فيراتو الذي كان يحارب ضد الرومان على يد أتباعه .أختار مادروث في لوحته قائد البطولة لكى يشرح المعارك المستقلة . فضل جويا ذكر شعب أسبانيا بدون أسم كصاحب هذا النجاح . قبلت لوحتى 2مايو و3 مايو 1808 كلوحات من الطراز الحديث .

## تأثير اللوحة
كان الفنان أدوارد مانت في لوحته " أعدام الإمبراطور ماكسيلم " متاثر بلوحة 3 مايو . رسم الفنان مانت في هذا الموضوع لوحات مختليفة 1867الى 1869 . تاثر مانت بالفروض التي رسمها جويا . كان محتمل عرض لوحة 3 مايو 1808 في متحف برادو في عام 1865 قبل رسم لوحته . كانت لوحة مانت تعرض في فرنسا طوال فترة حياته .اما لوحة 3مايو المنتشرة في عام 1867 حذفت بسبب وصلها في يد مانت . قيم الناقد دانتو arthur danto"" لوحتى جويا ومانت قائلا "وصفت لوحة 3 مايو أحكام الإعدام قبل بداية الحرب بين الفرنسين والاسبان، أحتلال نابليون لاسبانيا في عام 1808, أسر العائلة الملكية وتتويج جوزيف بونابرت للحكم .كان الاسبان في ذلك الوقت يكرهون الفرنسين . قابل الفرنسيون عصيان الاسبان . شرح جويا أعدام الفرنسيون للاسبان بسبب مقاومتهم . أمتلئت لوحة جويا بالخوف أثناء أعدام المدنين وخلق جوى الحقد والغضب لدى المشاهدين الاسبان . اما بالنسبة للفنان مانت صور أعمال فرقة الإعدام في شوارع باريس . اشتهرت لوحة الفنان مانت "باركات barikat"كثيرا . أصبحت لوحة 3 مايو مصدر إلهام للفنان بابلو بيكاسو. وصف بابلو في لوحته قذف القنابل أثناء الحرب الاهلية الإسبانية . شاهدت لوحة 3 مايو ولوحة الإمبراطور ماكسيلم في نفس الغرفة المنظمة بمشاركة متاحف برادو ومتحف رينا صوفيا في عام 2006 . بالإضافة إلى لوحة "المذابح في كوريا " للفنان بابلو التي توضح الحرب الكورية . طبقا للوحة" المذابح في كوريا ", ذكرت لوحة "3 مايو" حيث يوجد أشارات مباشرة للوحة 3 مايو . أهتم كلارك باختلافات اللوحات التاريخية موضحا بتلك العبارات " لم يفكر جويا كفنان لكن فكر بالحدث فقط . تشير هذه الفكرة إلى المثال الراقى للوحة 3 مايو وعمق التركيز ". فرى كلارك اللوحة في شكل واضح للأعمال الأخرى للفنان جويا .

## موهبة الابتكار
تلقى العمل من قبل المؤرخين ونقاد الفن ردود فعل مختليفة .فضل الرسامين برسم اللوحات التاريخية بأسلوب بهيج .لكن أبتعد جويا عن البطولة وكان هذا الاسلوب المناسب لهذا الوقت . كانت أول الانتقادات المتواجدة في العمل هي الأسلوب والأوضاع بين الضحايا وجنود فرقة الإعدام ولم يقترب العمل للواقعية واستقامة المنظر. على الرغم من تلك الملاحظات دافع الكاتب ريتشارد عن عمل جويا على الرغم من أبتعاده عن الفن الأكاديمي. كان يمكن للفنان تصوير الوحشية بعيدا عن التصنع. وضح الفنانين الرومانسين أعتنائهم بقواعد الجمال على الرغم من اهتمام بموضوعات الموت والحرب والظلم والوحشية. أرتبط العمل بتقاليد الفن المسيحى كالبناء والموضوعية . أستخدم الضوء والظل كمثال للفن الدرامى .تلعب الأضاءة وجودا وغيابا دورا مهما في هذا اللوحة الدرامية .كان الظلام يسيطر على معظم اللوحة فيتضاعف الأحساس بماساوية الموقف الذي يجمع بين رجال المقاومة الملثمون الذين يتصدون لجنود نابليون في لحظة تنفيذ الأعدام رميا بالرصاص .ينبعث الضوء من مصباح سفلى مشكلا شعاعا مسلط على شاب يتوسط رجال المقاومة رافعا يديه إلى أعلى بصدره مصيره المحتوم من بنادق جنود نابليون، فبدأ في وضعه والضوء يشع منه وكانه المسيح المصلوب ومن حوله حواريوه المخلصون يواجه الموت بعيون مفتوحة وعلى يمينه يقف شاب يعبر بعينه عن السخط والغضب المكبوت وآخر يبدو في زى الراهب يركع مرتلا بعض الصلوات على الشهداء الأبرياء . عرف في لوحة جويانه أبتعد عن العادات التقليدية .أضاف جويا في لوحته تفاصيل تمثال للراهب والقس كمثال للعنصر الدينى . أستخدم الفنار واحد من المصادر المستخدمة من اجل التنوير في الفن . أستخدم أيضا مصدر الضوء الدرامى وظل الضوء كوجود للاله . الفنار لم يوضح اى معجزة في لوحة 3مايو .